# Hogna variolosa
Hogna variolosa là một loài nhện trong họ Lycosidae.
Loài này thuộc chi Hogna. Hogna variolosa được Cândido Firmino de Mello-Leitão miêu tả năm 1941.